# Eleutherodactylus tetajulia
Espèce
Statut de conservation UICN

 CR B1ab(iii) : 
En danger critique
Eleutherodactylus tetajulia est une espèce d'amphibiens de la famille des Eleutherodactylidae.

## Répartition
Cette espèce est endémique de Cuba. Elle se rencontre dans les provinces de Holguín et de Guantánamo de 300 à 600 m d'altitude dans la Sierra de Crista, la Meseta del Toldo, le Monte Iberia et les Tetas de Julia.

## Description
Les mâles mesurent de 11,6 à 12,3 mm et les femelles de 13,0 à 14,0 mm.

## Étymologie
Son nom d'espèce lui a été donné en référence au lieu de sa découverte, les Tetas de Julia.

## Publication originale
- Estrada & Hedges, 1996 : A new frog of the genus Eleutherodactylus from eastern Cuba (Anura, Leptodactylidae). Herpetologica, vol. 52, no 3, p. 435-439 (texte intégral).